# Pierre Petel
Pierre Petel est un réalisateur, scénariste, et compositeur québécois, né à Montréal le 21 avril 1920 et mort à Montréal le 5 mai 1999. Petel fut l'un des premiers cinéastes francophones de l'Office national du film du Canada, et fut entre autres le réalisateur du tout premier téléthéâtre de Radio-Canada, Le Seigneur de Brinqueville, mettant en vedette Charlotte Boisjoli, Jean Duceppe, Jeanne Demons, Guy Hoffmann et Camille Ducharme.
Petel est aussi le compositeur de la Chanson du Carnaval de Québec, dont le texte est de Roger Vézina. Il a été secondé par Pauline Guilbault, pianiste classique de l'École de musique Vincent d'Indy. Petel a en outre composé les chansons du film Les Lumières de ma ville (1950) de Jean-Yves Bigras, interprétées par Monique Leyrac.

## Biographie
Petel étudie au Collège Sainte-Marie et s'inscrit aux cours du soir de l'École des beaux-arts où il a comme professeurs Alfred Laliberté, Clarence Gagnon et Robert Pilot. Dès 1941, il expose des œuvres au Salon du printemps de l'Art Association. Il devient ensuite élève à l'École du meuble de Montréal où il fait la connaissance de Maurice Gagnon et de Paul-Émile Borduas, dont il visite l'atelier avec d'autres jeunes artistes comme Guy Viau et Gabriel Filion.
Pierre Petel est aussi un chanteur et plusieurs titres enregistrés en témoignent. Il a d'ailleurs chanté lui-même "Les lumières de ma ville".
Sa biographie est reportée au dos du 33 tours sur lequel on trouve cette chanson. À noter qu'une revue française consacrée à la chanson : "Vinyl" a
reproduit cette biographie intégralement. Ce 33 tours est ressorti sur CD lors du décès de l'artiste.
Il a été encore artiste-peintre.

## Filmographie

### Comme réalisateur
- 1947 : Au parc Lafontaine
- 1949 : La Terre de Caïn
- 1949 : Gala artistique
- 1952 : Le Seigneur de Brinqueville
- 1953 : Le café des artistes (documentaire, ONF, 30 minutes avec Lucille Dumont, Jacques Normand, Jean Lajeunesse, Gilles Pellerin et Pierre Daigneault).
- 1954 : Le premier téléthon de Radio-Canada[5]
- Toi et moi, (série télévisée) (co-réal)

### Comme scénariste
- 1947 : Au parc Lafontaine
- 1948 : Science in Bloom
- 1949 : La Terre de Caïn
- 1952 : Le Seigneur de Brinqueville

### Comme compositeur
- 1947 : Au parc Lafontaine
- 1950 : Les Lumières de ma ville, avec  Allan McIver
- 1955 : La Chanson du Carnaval, sur des paroles de Roger Vézina

## Récompenses et nominations

### Récompenses
La Terre de Caïn
- 1950 : 2nd Canadian Film Awards : Grand Prix du cinéma[6]

### Nominations
La Terre de Caïn
- 1949 : Festival de Cannes : En Compétition - Courts Métrages Réalisation, Scénario & Dialogues[7]